# Diocesi di Dioclezianopoli di Palestina
La diocesi di Dioclezianopoli di Palestina (in latino Dioecesis Diocletianopolitana in Palaestina) è una sede soppressa del patriarcato di Gerusalemme e una sede titolare della Chiesa cattolica.

## Storia
Dioclezianopoli di Palestina, la cui identificazione è incerta, è un'antica sede vescovile della provincia romana della Palestina Prima nella diocesi civile d'Oriente. Faceva parte del patriarcato di Gerusalemme ed era suffraganea dell'arcidiocesi di Cesarea.
Un solo vescovo è noto di questa sede, Eliseo, che prese parte del concilio di Seleucia del 359.
Dal XVII secolo Dioclezianopoli di Palestina è annoverata tra le sedi vescovili titolari della Chiesa cattolica; la sede è vacante dal 4 dicembre 1965.

## Cronotassi

### Vescovi greci
- Eliseo † (menzionato nel 359)

### Vescovi titolari
- Adolph Gottfried Volusius † (22 giugno 1676 - 17 marzo 1679 deceduto)
- Jan Kazimierz Opaliński, O.Cist. † (8 gennaio 1680 - 17 novembre 1681 confermato vescovo di Chełmno)
- Maximilien Bormann † (6 aprile 1682 - prima del 10 giugno 1687 deceduto)
- Bazilije Božičković, O.S.B.M. † (4 settembre 1759 - 23 giugno 1777 nominato eparca di Križevci)
- Simon Quinn † (17 agosto 1779 - 3 dicembre 1787 deceduto)
- Johann Michael Josef von Pidoll de Quitenbach † (21 febbraio 1794 - 25 maggio 1802 confermato vescovo di Le Mans)[2]
- Francesco Spolverini † (3 luglio 1826 - 1834 deceduto)
- Johann Michael Leonhard † (1º febbraio 1836 - 19 gennaio 1863 deceduto)
- James Whelan, O.P. † (12 febbraio 1864 - 18 febbraio 1878 deceduto)
- Anton Johann Zerr † (15 marzo 1883 - 30 dicembre 1889 nominato vescovo di Tiraspol)
- Cesare Fedele Abbati, O.F.M. Ref. † (6 giugno 1890 - 8 aprile 1915 deceduto)
- Antônio Augusto de Assis † (2 agosto 1918 - 24 febbraio 1922 nominato arcivescovo titolare di Berito)
- Gerard Vesters, M.S.C. † (16 febbraio 1923 - 30 agosto 1954 deceduto)
- Aníbal Maricevich Fleitas † (5 febbraio 1957 - 4 dicembre 1965 nominato vescovo di Concepción e Chaco)